# Reeth, Fremington and Healaugh
 (mars 2023).
Reeth, Fremington and Healaugh est une paroisse civile du Yorkshire du Nord, en Angleterre. Comme son nom l'indique, elle comprend les villages de Reeth, Fremington et Healaugh.
Au recensement de 2001, elle avait 685 habitants, chiffre montant à 724 en 2011.